# Neokatekumenális Út
A Neokatekumenális Út (röviden Az Út, latinul Neocatecumenale Iter, spanyolul Camino Neocatecumenal) olyan katolikus lelkiségi mozgalom, amelynek tagjai a római katolikus egyház hitét vallva fő feladatuknak a katolikus hit megismertetését tartják.

## Története

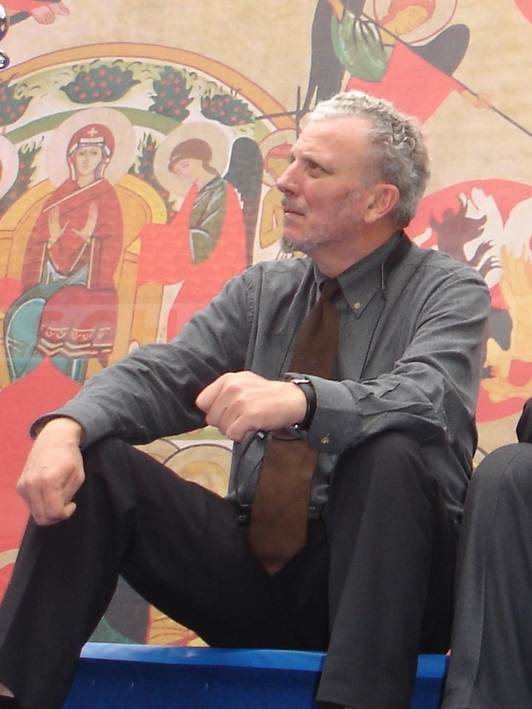
Az alapító, Francisco (Kiko) Argüello

A Neokatekumenális út alapítói, Francisco (Kiko) Argüello – aki eredetileg festőművész – és Carmen Hernandez új módszerekkel indították el az evangelizálást. 1964-ben a spanyolországi Madrid szegényei, a Palomeras Altas barakkjainak lakói között kezdtek élni, és kérésükre Jézus Krisztus evangéliumát kezdték nekik hirdetni. Ezeknek az embereknek – tolvajok, alkoholisták – megváltozott az élete, keresztény szellemiségű közösséggé formálódtak. Az új módszer elterjedt a madridi plébániákon. Fölfigyelt rájuk a madridi bíboros, így jutott el híre a Vatikánba. Rómában 1969-ben kezdte meg szolgálatát az első csoport, a Kanadai Szent Vértanúk plébánián.
Az Út a nevét – Neokatekumenális Út – 1989-ben az Istentiszteleti és Szentségi Kongregációtól kapta. A mozgalom evangelizációs tevékenységének jóvoltából számtalan férfi és nő, család tért vissza a hitélethez a keresztség szentségének újrafelfedezésén keresztül, közösségeikben számos papi és Istennek szentelt hivatás született. Ma már öt kontinens száznegyven országában elterjedt. 2006-ig tizenhatezer-hétszáz közösség működött az egész világon – ötezerötszáz plébánián, nyolcszáznyolcvan egyházmegyében. 2002. június 29-én a Világiak Pápai Tanácsa öt évre „ad experimentum” engedélyezte a Neokatekumenális Út statútumát (alkotmányát, alapító okiratát), melyet az ötéves próbaidő alatt végzett különböző szintű vizsgálatok után 2008. május 11-én XVI. Benedek pápa véglegesen jóváhagyott. A Világiak Pápai Tanácsának elnöke, Stanislaw Rylko bíboros június 13-án ünnepélyesen átadta a dekrétumot a mozgalom alapítójának.
Magyarországon a Neokatekumenális Út 1983 óta van jelen. Először Budapesten alakultak közösségek. 2006-ra nyolc egyházmegyében tizenhat plébánián harmincnégy közösség jött létre.

## Tevékenysége
Az ősegyházban a katekumenátus volt a hitéletbe való bevezetés útja. A még nem megkeresztelt felnőttnek ma is ezt az utat kell megjárnia, ha be akar lépni az egyházba. A neokatekumenális út evangelizációs pasztoráció mindazok számára, akiket nem kereszteltek meg, akik eltávolodtak az egyháztól, akik nincsenek kellően evangelizálva, akik mélyíteni akarják a hitüket, akik a katolikus egyházzal nem teljes egységben lévő keresztény felekezetekből jönnek. Fontosnak tartják a megkereszteltek újraevangelizálását, a keresztény hitre nevelést és annak közösségben való megélését. Tanításuk három alapgondolata az Isten szava, a liturgia és a közösség.

### Közösségek alakulása
Az Út a helyi püspök engedélyével, felnőtteknek szóló katekézissel indul csak ott, ahol a helyi egyház plébánosa kéri. Ezek a katekézisek nyilvánosak, a meghívás mindenkinek szól. Miséken hirdetik, az utcákon meghívót osztanak . A régebbi tagok kettesével házról házra járva személyesen hívják az embereket a plébánián induló katekézisekre, saját tapasztalataikat mondva el. Általában nagyböjti vagy adventi időben indul el egy hathetes, tizenöt alkalomból álló katekézissorozat, amelynek végén együttélés van: a résztvevők két napra elmennek egy alkalmas helyre, és ott Istenről, közösségről, Eucharisztiáról, az útról hallgatnak tanítást. Utána szabadon lehet választani, hogy akarnak-e ezen az úton járni. Ez után következhet egy hittanulási folyamat. Az Út statútuma a tanítást állomásokra osztja, az állomásokat pontosan meghatározza, amelyek mindig a keresztségnek egy-egy szakaszát ismertetik. Ezek végigjárása után nincs semmiféle hivatalos fogadalomtétel vagy megkötöttség, az ún. katekumenek megújítják keresztségi fogadalmukat, és zarándoklat keretében elmennek a Szentföldre. Utána a közösség együtt marad, onnan kezdve már nem hittanulók, hanem neofiták lesznek.

### Közösségek programjai és tagjai
A kisközösségek heti kétszer találkoznak. Az idősebb közösségek a hittanuló időszak alatt 2-3 évig hetente egyszer házról-házra járva evangelizálnak. Szombat este vesznek részt a közösségi szentmisén, amit eucharisztiának neveznek. Mindnyájan két szín alatt áldoznak. Az igeliturgia végén az ősegyházi gyakorlathoz visszatérve békecsókkal köszöntik egymást. A húsvét éjszakát végigvirrasztják, és ha van keresztelés, az ekkor történik. Közösségeikben gyakori a sokgyermekes család. Vannak 8-10 gyermekes családok is. A családok vasárnap a gyerekekkel együtt zsolozsmáznak. Ahol nincs jelen a kereszténység, oda önkéntes alapon, ha hívást éreznek, missziós családok mennek, és ott élik a keresztény életet. 2011. január 17-én XVI. Benedek pápa kétszázharminc új családot küldött el misszióba a világ negyvenhat országába, közöttük Magyarországra, továbbá tizenhárom új missiones ad gentes-csoport, azaz egy papból és három-négy családból álló misszió kezdte meg evangelizációs tevékenységet a Föld olyan térségeiben, ahol a legkevésbé ismert a kereszténység. Itinereknek nevezik azokat, akik elhagynak mindent, hogy hirdessék az evangéliumot. A közösséget Magyarországon az Olaszországból küldött felelős itiner katekéta csoport vezeti.

### Hivatásébresztés
A magyarországi neokatekumenális közösségek eddig mindegyik Világifjúsági Találkozóra szerveztek önálló zarándoklatot. Ilyen alkalmakkor liturgiával, imádsággal és katekézissel készítik fel a fiatalokat a Szentatyával való találkozásra. Minden ifjúsági világtalálkozó után az érdeklődők a vezető katekéták hívására hivatásébresztő katekézisen vesznek részt. Bonnban, 2005-ben mintegy száztíz országból százezer fiatal vett részt a hivatásébresztő katekézisen: kilencven püspök jelenlétében kétezer fiú és ezer lány állt fel a papi vagy szerzetesi hivatásra. Hasonló hivatásébresztés történik minden egyházi év kezdetekor a Nemzeti Találkozón is. Ennek a tevékenységnek tényleges gyümölcse a „Redemptoris Mater” (am.: a Megváltó Édesanyja) szemináriumok létrejötte. Az egész világon ma már száz ilyen szeminárium működik. A szemináriumba járók a saját közösségükben maradnak, de papi nevelésüket a szemináriumban segítik – minden szeminaristával külön foglalkoznak, nem engedik, hogy valakit hivatás nélkül pappá szenteljenek. Van, akit az egyetem befejezése után misszióba küldenek, aztán csak több év elteltével szentelik föl. Kb. ezerötszáz azoknak a papoknak a száma, akik a Redemptoris Materben nevelődtek.